# Wanda Bendjelloul
Wanda Danusia Elisabeth Lindblom Bendjelloul, född 10 september 1975 i Farsta församling, Stockholms län, är en svensk journalist, filmkritiker och författare.

## Biografi
Bendjelloul är frilansjournalist, tv- och dokumentärfilmsproducent och har skrivit om film bland annat för Dagens Nyheter och Nöjesguiden. Hon blev 2012 uppmärksammad för bloggen "Feministisk filmfasta" där hon undersökte vad som händer om man helt avstår från att se filmer gjorda av män.
Hon gav 2020 ut boken Dalenglitter: en roman om hårt arbete. Boken beskrivs av en recensent som en ovanligt färdig debut, där historien rör sig snabbt framåt, ofta tangerande det absurda. Den tydliggör hur klass är något man föds in i, och att möjligheterna att förflytta sig fritt över gränserna är begränsade. I boken tar hon också upp situationen för hbtq-personer och den alltmer odemokratiska utvecklingen i Polen.
År 2024 gav hon ut Minnets labyrint som bland annat beskriver egna minnen och upplevelser från när hon 1997 deltog i Khadaffis sommarläger i Libyen. Samtidigt beskrivs våndan över begynnande demens hos sin mor och något om minnets natur när hon vill ta fram en sanningsenlig bild om Khadaffis Libyen. Boken beskrivs som "en spretig bok som lyckas levandegöra bilden av den ökände diktatorn".

### Familj
Wanda Bendjelloul har varit gift med journalisten Johar Bendjelloul och har tillsammans med honom två barn.